# Sumter (Schiff)
Die Sumter wurde 1859 in Philadelphia für die „McConnell's New Orleans & Havana Line“ als Bark getakeltes Handelsschiff gebaut, das über eine zusätzliche Dampfmaschine verfügte und auf den Namen Habana getauft. Im April 1861 wurde das Schiff von der Konföderierten Regierung in New Orleans angekauft. Danach wurde sie zu einem Hilfskreuzer umgebaut und dem Kommando von Raphael Semmes unterstellt. Umbenannt in Sumter, erfolgte am 3. Juni 1861 die Indienststellung in die Confederate Navy und am Monatsende der Durchbruch durch die Blockade der Nordstaaten vor der Mündung des Mississippi.
Anfang Juli konnte die Sumter in einem Verfolgungsgefecht der Sloop-of-war Brooklyn davonlaufen. In den Gewässern um Kuba gelang es dem Handelsstörer der Confederate Navy, acht unter Nordstaaten-Flagge fahrende Handelsschiffe aufzubringen. Es folgte eine Fahrt südwärts vor die Küste von Brasilien, wo es gelang, östlich von Maranhão zwei weitere US-Handelsschiffe wegzunehmen. Zwei weitere Handelsschiffe konnten im September und Oktober aufgebracht werden.
Während einer Kohlenübernahme Mitte November auf Martinique wurde die Sumter von der US Sloop of war Iroquois blockiert, konnte jedoch des Nachts entkommen und die Aktivitäten fortsetzen. Die Sumter verlegte dann in die europäischen Gewässer und brachte während dieser Fahrt in den Monaten November 1861 bis Januar 1862 weitere sechs feindliche Schiffe auf.
Am 4. Januar 1862 ankerte sie in Cádiz, erhielt jedoch lediglich die Erlaubnis für einige kleinere Reparaturen. Man verweigerte die Bekohlung und zwang sie, nach Gibraltar zu verlegen.
Nachdem sich die Unmöglichkeit der notwendigen Reparaturen herausgestellt hatte, wurde das Schiff im April 1862 aufgelegt. Hier blieb sie den Rest des Jahres inaktiv liegen, wobei sie unter ständiger Beobachtung von Schiffen der US Navy, so der Sloop-of-war Kearsarge und dem Kanonenboot Chippewa, stand. Kommandant Semmes und eine Anzahl der anderen Offiziere wurden abgezogen und der Alabama zugeteilt.
Obwohl der Sumter nur eine sechsmonatige Karriere beschieden war, hatte sie in dieser Zeit 18 Schiffe aufgebracht, davon wurden acht verbrannt, neun wurden entlassen, da sie keine Konterbande mit sich führten, ein Schiff wurde ein zweites Mal aufgebracht. Die notwendigen Bemühungen der US-Flotte, das Schiff aufzuspüren, führte zu einer Aufsplitterung der Kräfte und einer damit verbundenen Schwächung der Blockade, womit sie der Sache der Südstaaten einen großen Dienst erwiesen hatte.
Abgerüstet wurde die Sumter am 19. Dezember 1862 an die Firma „Fraser-Trenholm“ verkauft, die sie in Gibraltar umbenannte und unter britischer Flagge von Liverpool aus als Blockadebrecher nach den Konföderierten Staaten einsetzte.
Über den Einsatz als Blockadebrecher gibt es keine ausführlichen Aufzeichnungen, es ist lediglich bekannt, dass sie mindestens einmal unter ihrem neuen Kommandanten, dem Südstaatler Captain E. C. Reid Wilmington anlief, als Ladung zwei 22-ton Blakely Kanonen und Munition an Bord. Auf dem Rückweg nahm sie Baumwolle mit. Diese Informationen sind nur deshalb vorhanden, weil der U.S. Consul in Liverpool gegen die Erlaubnis zur Ausreise protestierte – auch wenn als Bestimmungshafen Nassau angegeben war. Dieser Protest erfolgte bereits Tage vor der zum Auslaufen notwendigen offiziellen Freigabe: „Es handelt sich um ein Schiff mit Privilegien, das nicht so behandelt wird wie andere Fahrzeuge, was die Einhaltung von Regeln und Bestimmungen betrifft.“ ("She is one of the privileged class and not held down like other vessels to strict rules and made to conform to regulations.") was nichts anderes als einen Affront gegen die USA bedeutete.
Der weitere Verbleib des Schiffes ist ungeklärt, der Schwiegersohn des Eigners Mr. Trenholm hinterließ die Notiz, dass sie in der Nähe der Stelle gesunken sei, an der die Alabama unterging, ohne jedoch ein Datum anzugeben. Die letzte (amtliche) Erwähnung findet sie in einem Bericht des U.S. Consul in Liverpool vom 10. Juli 1864, der besagt, dass der „Pirat Sumter“  in Birkenhead aufliegt.